# Артур Вінт
Артур Стенлі Вінт (англ. Arthur Stanley Wint; 25 травня 1920–19 жовтня 1992) — легкоатлет, бігун-спринтер з Ямайки. Перемігши у фіналі бігу на 400 метрів на Олімпійських іграх 1948 року, став першим олімпійським чемпіоном в історії Ямайки. Загалом є володарем двох золотих та двох срібних олімпійських медалей у бігу.
Артур Вінт народився у Плоудені, округа Манчестер, Ямайка. Під час навчання в школі і пізніше в коледжі займався спринтерським бігом і стрибками у висоту та довжину. У віці 18 років представляв Ямайку на Іграх Центральної Америки та Карибського басейну, де виграв золоту медаль у бігу на 800 метрів та бронзову на 400 метрів.
Під час Другої світової війни вступив до Королівських повітряних сил і пройшов навчання, щоб стати пілотом.
У 1947 році залишив військову службу до почав здобувати медичну освіту при лікарні Сент-Бартолом'ю в Лондоні.
На Олімпіаді 1948 року Артур Вінт виграв срібну медаль у бігу на 800 метрів та золоту на 400 метрів, ставши першим олімпійським чемпіоном Ямайки, оскільки тоді ця країна вперше виступала окремою командою. Загалом протягом тижня Вінт взяв участь у семи забігах. Після цього він брав участь у естафеті 4 по 400 у складі збірної Ямайки і у фіналі претендував на ще одну золоту медаль, проте на дистанції під час третього етапу у Вінта почалися конвульсії і він не зміг добігти до фініша.
Через чотири роки на Олімпіаді у Гельсінкі Вінт був у складі естафетної команди на дистанції 4х400, яка здобула золото і встановила світовий рекорд. Також знову здобув срібну медаль на дистанції 800 метрів, а на 400 метрів зайняв п'яте місце.
У 1953 році Вінт завершив спортивну кар'єру і після проходження інтернатури отримав диплом лікаря. У 1954 році королева Елізабет II вшанувала Вінта титулом кавалера Ордена Британської імперії.
У 1955 році Вінт повернуся до Ямайки, де почав працювати лікарем. З 1958 по 1963 рік здобував додаткову хірургічну освіту у Англії, після чого повернувся до Ямайки остаточно.
У 1974—1978 обіймав пост високого комісара Ямайки у Великій Британії — титул, що прирівнюється до посла у стосунках між країнами-учасниками Співдружності, а також включає в себе обов'язки посла у країнах Скандинавії.
У 1978 році повернувся до медичної роботи. Був засновником і першим президентом Ямайської асоціації спортивної медицини. Був нагороджений Ямайським Орденом відзнаки і введений до Залу спортивної слави Ямайки.